# Зло (телесеріал)
«Зло» (англ. Evil) – американський драматичний телесеріал про надприродні сили, створений Робертом та Мішель Кінгами, прем’єра якого відбулася 26 вересня 2019 року на «CBS», наступні сезони виходили на «Paramount+». Акторський ансамбль складається з Каті Герберс, Майка Колтера та Аасіф Мандві, які грають трьох людей різного походження, яким католицька церква доручає розслідувати надприродні випадки.
Виробництвом серіалу займаються «CBS Studios» та «King Size Productions». Серіал знімали в Асторії, Нью-Йорк, Брукліні, Нью-Йорку. Другий сезон відбувся 20 червня 2021 року на «Paramount+».. Прем'єра третього сезону відбулася 12 червня 2022 року, а наступного місяця серіал було продовжено на четвертий сезон. Прем'єра четвертого сезону проанонсована 15 лютого 2024 року, й запланована на 23 травня 2024 року.
Серіал «Зло» отримав схвальну критику, особливо відмічається акторська гра, персонажі, сценарій, режисура та операторська робота.

## Актори та персонажі

### Основні персонажі
- Катя Герберс — доктор Крістен Бушар, судова психологиня, яка зробила кар’єру свідка-експерта, якій Девід пропонує нову роботу експерта. Атеїстка, яка не вірить у демонів чи надприродні явища, виявляє, що її скептицизм багаторазово перевіряється, оскільки її нова робота спонукає пройти тонку межу між незрозумілим й тим, що може пояснити наука.
- Майк Колтер — Девід Акоста, колишній військовий журналіст, який навчається на католицького священика. Він є асесором, якому доручено розслідувати та підтверджувати такі події, як чудеса та повідомлення про демонів, що змушує його заручитися допомогою Крістен і Бена. Віруючи в існування як божественних, так і демонічних подій, він має божественні видіння, яких він досягає, приймаючи галюциногени, і більш схильний, ніж два інших асесора, приймати надприродні пояснення. У 3 сезоні він завершує навчання і стає священиком.
- Аасіф Мандві — Бен Шакіра, атеїст, вихований в ісламі, який є технічним експертом команди та оператором обладнання. Саркастичний, прагматичний чоловік, який зверхньо дивиться на релігійні інституції та віру в надприродне, намагається дати наукове пояснення подіям, які розслідує команда
- Курт Фуллер — доктор Курт Боггс, психіатр та терапевт Крістен, який поступово виявляється втягнутим у деякі зустрічі Крістен із надприродним
- Марті Матуліс:
  - Джордж, демон, який з'являється Крістен у її снах, озвучений Юаном Мортоном
  - «Диявол-терапевт» (сезони 1–2), козлоподібний демон, який є терапевтом Ліланда Таунсенда, озвучений Майклом Серверісом
  - «Демон-менеджер» (сезони 3–4), п’ятиокий цапоподібний демон, який є керівником роботи Шеріл, озвучений Кевіном Чепменом
- Бруклін Шак — Лінн Бушар, старша донька Крістен
- Скайлар Грей — Ліли Бушар, друга донька Крістен
- Медді Крокко — Лексіс Бушар, третя донька Крістен
- Даля Кнапп — Лора Бушар, молодша донька Крістен
- Крістін Лахті — Шеріл Лурія, мати Крістен. Відпочатку підтримувала Крістен, але розійшлися після того, як вона вступила в стосунки з Леландом Таунсендом, який спонукав Шеріл до дедалі більшого зв’язку з демонічним
- Майкл Емерсон — доктор Леланд Таунсенд, судовий психолог, професійний суперник Крістен, таємний експерт в окультизмі. Зверхньо ставиться до релігії та особливо зневажає Девіда та сестру Андреа
- Ешлі Еднер — Абат (2 сезон; гість сезону 3), суккуб, який знущається над Беном під час його снів
- Сіара Рене — Еббі (озвучання)
  - Андреа Мартін — сестра Андреа (сезони 3–4; повторюваний персонаж сезону 2), розумна, безглузда черниця, яка дає поради Девіду та протистоїть Таунсенду. На відміну від більшості людей, здатна бачити демонів

## Список сезонів
| Сезон | Епізоди | Епізоди | Оригінальний випуск | Оригінальний випуск | Оригінальний випуск |
| Сезон | Епізоди | Епізоди | Перший випуск       | Останній випуск     | Мережа              |
| ----- | ------- | ------- | ------------------- | ------------------- | ------------------- |
| 1     | 13      | 13      | 26 вересня 2019     | 30 січня 2020       | CBS                 |
| 2     | 13      | 13      | 20 червня 2021      | 10 жовтня 2021      | Paramount+          |
| 3     | 10      | 10      | 12 червня 2022      | 14 серпня 2022      | Paramount+          |
| 4     | 14      | 14      | 23 травня 2024      | 22 серпня 2024      | Paramount+          |